# Logname
A számítógépes szoftverekben a logname (a Login Name rövidítésből ered, jelentése: „bejelentkezési név”) egy program a Unix és a Unix-szerű operációs rendszerekben, mely kiírja annak a felhasználónak a nevét, aki a parancsot használta. Megegyezik a LOGNAME változóval.  A logname rendszerhívás és parancs először a UNIX System III-ban jelent meg.
Használata: logname. Kiírja az felhasználó nevét.